# Paul Errington
Paul Lester Errington (* 14. Juni 1902 nahe Bruce, South Dakota; † 5. November 1962 in Ames, Iowa) war ein amerikanischer Zoologe, Professor an der Iowa State University in Ames, Iowa. Shimon Fritz Bodenheimer bezeichnete ihn als „einen der der größten Pioniere für die Ökologie der Wirbeltiere“.
Bereits als Schüler widmete sich Errington in der Umgebung seiner elterlichen Farm dem Pelztierfang. Während seines Studiums an der Universität Wisconsin war er, trotz des Handicaps einer überwundenen Kinderlähmung, ein von seinen Kommilitonen gefürchteter Boxer. Im Jahr 1932 promovierte er dort bei Professor Aldo Leopold, der als einer der Gründer der Naturschutzbewegung gilt.
Seine berufliche Laufbahn begann er als Trapper in den Brookings und Haakon Counties (South Dakota), und später im Big Bog County am Red Lake und in den Beltrami Counties und Koochiching Counties (Minnesota).
Errington erhielt die Leitung des vom Iowa State neu geschaffenen South Dakota State Agricultural College, einer späteren University. Die erste größere Studienreise machte er als Gast von H. L. Stoddard in die Bisamratten-Sümpfe und Stromgebiete von South Georgia und North-Florida. 1932 wurde er Lehrer an der Universität in Ames. Im Jahr 1934 begann er dort seine speziellen Studien über die Populationsdynamik bei Wirbeltieren, vor allem der Bisamratte bei der Agricultural Experiment Station der Universität. Der Schwerpunkt seiner Forschung lag bei Fragen des freilebenden Tieres, den Über- und Unterpopulationen, der Feinde, der Krankheiten und Parasiten, den Einwirkungen der Umwelt während der zunehmenden Kultivierung der Ländereien usw. Mit der Unterstützung verschiedener Organisationen und Persönlichkeiten reiste er zunächst immer wieder durch Iowa, später auch in andere Staaten der USA und Kanada, insgesamt besuchte er vier Fünftel des von Bisamratten besiedelten Gebiets von Nordamerika.
Von 1958 bis 1959 unternahm er eine Studienreise nach Finnland, Großbritannien, Schweden, Norwegen und Dänemark, für die er extra die schwedische Sprache erlernte. Während dieser Zeit in Nordeuropa unternahm er feldbiologische Untersuchungen, Literaturstudien und Gastvorlesungen an der Universität Lund. Errington wird nachgesagt, dass er eine ungeheure Arbeitskraft besaß. Oft reichten ihm vier Stunden Schlaf, allein mit feldbiologischen Arbeiten soll er ungefähr 35.000 Stunden in einem Zeitraum von etwa 25 Jahren verbracht haben. In seinen Veröffentlichungen behandelte er über 35 Säugetiere und Vögel, sein Hauptinteresse galt jedoch immer wieder der Bisamratte. Das Ergebnis seiner Studien sind über 200 Veröffentlichungen technischen und populärwissenschaftlichen Inhalts.
Paul Errington war naturgemäß Mitglied vieler wissenschaftlicher und gesellschaftlicher Organisationen, in einem Nachruf werden davon 17 aufgezählt.  Zweimal bekam er hohe Auszeichnungen durch die Wildlife Conservation Society. 1962 erhielt er auf der North-American Wildlife and Natural Resources Conference in Denver/Colorado die höchste Auszeichnung der Wildlife Society, die Aldo-Leopold-Medaille und im gleichen Jahr einen mit alljährlich 500 Dollar dotierten Preis der Iowa State University.
Errington war seit 1934 mit Carolyn Storm verheiratet. Aus der Ehe stammen zwei Söhne, Peter und Frederick.

## Werke (Auswahl)
- The Great Horned Owl and its Prey in North Central United States (1940)
- Predation and Vertebrate Populations (1946)
- Of Men and Marshes (1957)
- Muskrat and Marsh Management (1961)
- Muskrat Populations (1963)
- Of Predation and Life (1967)
- The Red Gods Call (1973)
- A Question of Values (1987)
- Of Wilderness and Wolves (2015)